# Asphodeline peshmeniana
Asphodeline peshmeniana là một loài thực vật có hoa trong họ Thích diệp thụ. Loài này được Tuzlaci miêu tả khoa học đầu tiên năm 1983.